# Сунтон Пу
Сунтон Пу (тайск. สุนทรภู่; 1786—1855) — тайский поэт, считается величайшим поэтом Таиланда, реформатор тайского стихосложения. Пу — имя, полученное при рождении, а Сунтон — часть его придворного титула.

## Биография
Большинство тайских литераторов XIX века были принцами и вельможами. Сунтон Пу, сын деревенского бедняка, вырос во дворце, где его мать была кормилицей принцессы.
В молодости попал в тюрьму за любовную связь с придворной дамой, в тюрьме начал писать свою поэму «Пра Апаймани». Затем (1806) поэт был прощён и отправился в родную деревню повидать отца, по пути написав первую из своих поэм: нират «Муанг Кленг». Вернувшись в Бангкок, он женился на даме, уже в 1807 он пишет нират «Пра Бат», где описывает путешествие к известному храму вместе с одним из принцев. Позднее он пристрастился к алкоголю, и жена оставила его.
Когда в 1809 году на трон взошёл Рама II, который оказывал покровительство Сунтону, тот стал уважаемым придворным поэтом и помогал самому королю в его поэтическом творчестве. Наряду с несколькими другими поэтами (включая Раму II, выступавшего также как редактор) Сунтон Пу сочинил огромную поэму «Сепа о Кун Чанге и Кун Пэне» (1820), описывающую длинную любовную историю. В 1821 году он на некоторое время вновь попал в тюрьму из-за пьяной драки со своим дядей.
При Раме III Сунтон Пу подвергся опале, так как однажды покритиковал стихи будущего монарха, был лишён титулов и ушёл в монастырь, где прожил 18 лет. В 1832 году поэта взял под покровительство принц Лакхананукхун, но когда тот в 1835 году умер, Сунтон Пу вернулся в монастырь. Лишь на склоне лет, в правление Рамы IV, поэту были оказаны почести.

## Творчество
Поэт впервые ввёл в высокую литературу восьмисложный размер клон, которым написана большая часть его произведений. Из сочинений Сунтона Пу сохранились 8 ниратов, 2 сепы, 10 поэм (лирических, эпических, исторических, дидактических и театральных), пленг-яо, колыбельные песни и стихотворные афоризмы. Наиболее известны поэмы «Лаксанавонг» (1821), «Сингтрайпоп» (1826), «Кобут» (1835). Учеником Сунтона Пу был поэт Тьакрапани , многие другие поэты подражали ему.
Наиболее известна поэма Сунтона Пу «Пра Апаймани» в 30 тыс. строк (завершена в 1835), которая является первым полностью сюжетно самостоятельным произведением тайской литературы. Поэма рассказывает о необычайных приключениях царевича Апаймани (поэта и музыканта), его брата Сисувана и сына Сисамута на море и в заморских странах. В сюжете фигурируют как европейцы и чужеземные пираты, так и отшельники-маги и государи вымышленных стран.

## Популярность
- 26 июня в Таиланде отмечается День Сунтона Пу.
- В 1986 году в Таиланде при участии ЮНЕСКО торжественно отмечалось 200-летие со дня рождения Сунтона Пу.
- На сюжет поэмы «Пра Апаймани» снят анимационный фильм 1979 года (англ.) и полнометражный фильм 2006 года (англ.). Оба фильма излагают историю Сисамута, сына Апаймани.
- Английский перевод поэмы «Пра Апаймани»

Публикации в России:
- Повесть о Пра Апхай Мани знаменитого таиландского классика Сунтона Пу, пересказанная [по-английски] Прем Чайя. М., ИИЛ. 1959. 144 стр.
- Сунтон Пу. Вниз по сиамской реке: нират. / Пер. Н. Ушаковой. М., Издательство Цапина. 2005. 85 стр.